# Fitz-Greene Halleck

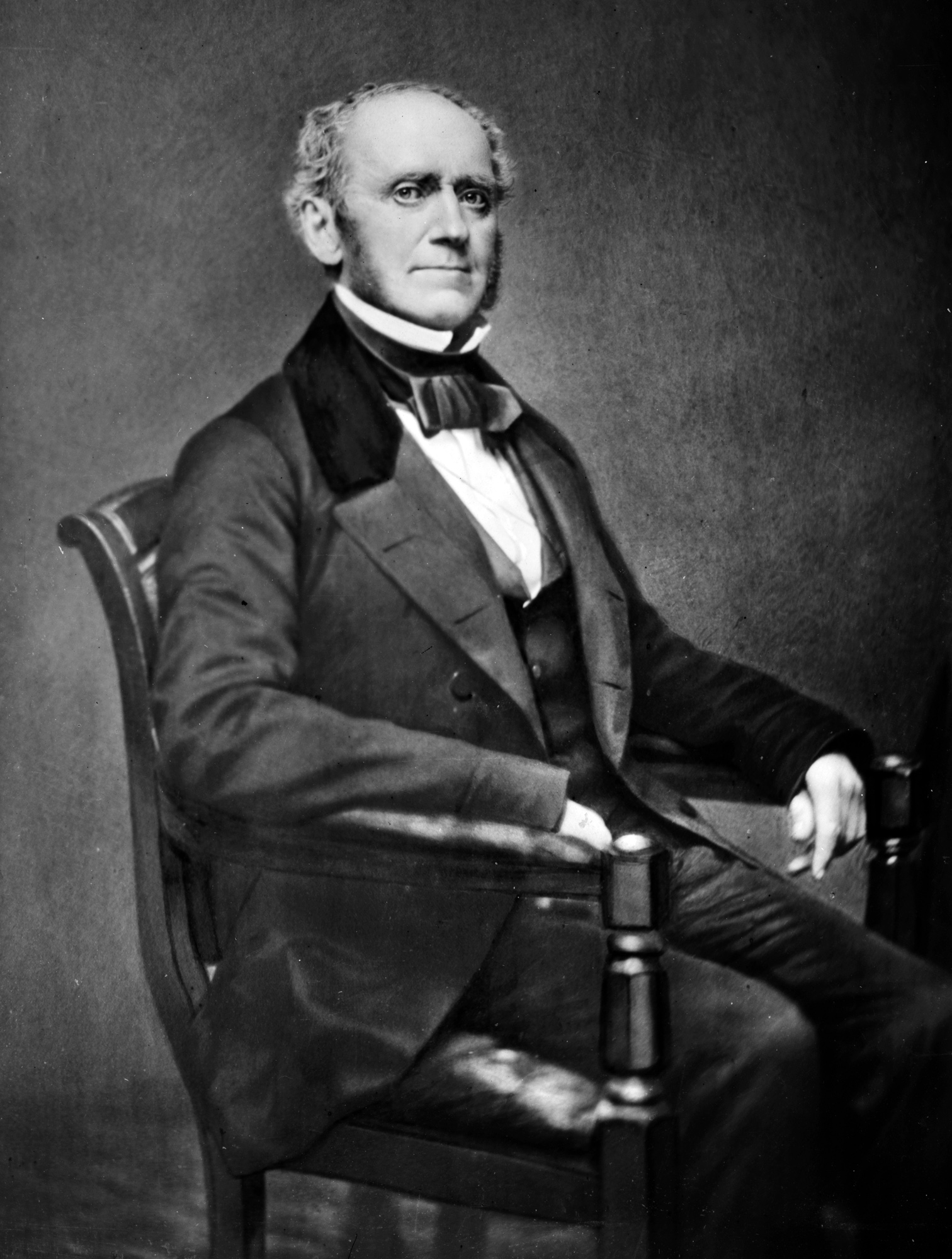
Eine Porträtphotographie Fitz-Greenes

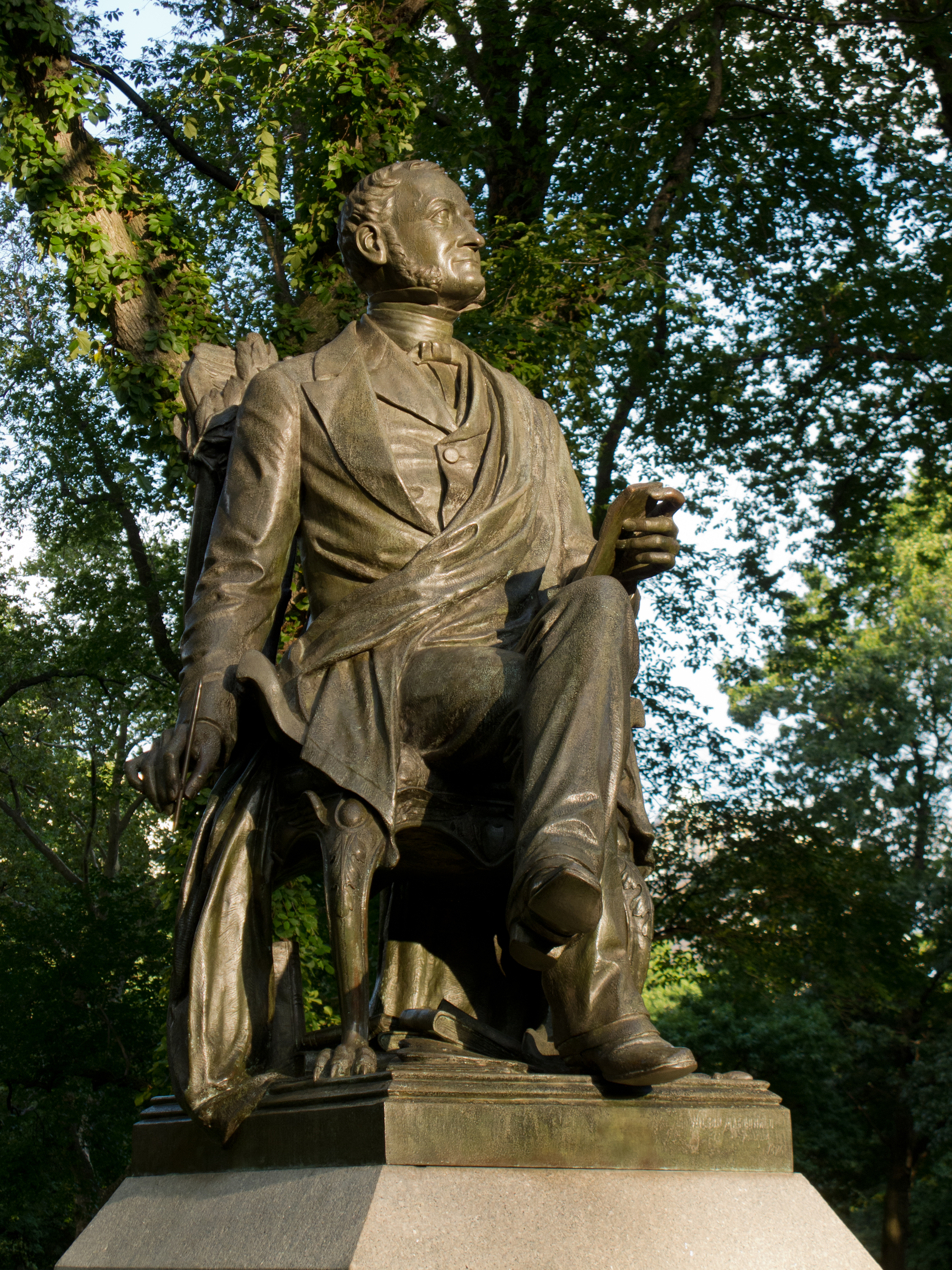
Statue zu Ehren Hallecks im Central Park, New York

Fitz-Greene Halleck (* 8. Juli 1790 in Guilford, Connecticut; † 19. November 1867 ebenda) war ein amerikanischer Dichter. Er galt zwischen 1830 und 1860 als einer der führenden Autoren der Vereinigten Staaten.

## Leben
Halleck arbeitete ab Mai 1811 zwanzig Jahre lang als Beamter in der Bank von Jacob Barker in New York. 1819 verfasste er zusammen mit dem Dichter Joseph Rodman Drake unter dem Titel The Croaker Papers eine Reihe von satirischen und humorvollen Versen. Im Dezember des gleichen Jahres veröffentlichte er anonym das Gedicht Fanny, in dem er ebenfalls satirisch die Literatur, Mode und Politik seiner Zeit kommentiert. Nach dem frühen Tod seines Freundes Drake entstand 1820 in Erinnerung an ihn mit Green Be the Turf above Thee eines seiner wichtigsten Gedichte. 1822 reiste er nach Europa. Die Eindrücke dieser Reise spiegelten sich fortan in seinem Werk wider.
1832 wurde Halleck Privatsekretär von Johann Jakob Astor und wurde von ihm zu einem der Kuratoren der Astor Library ernannt. 1849 verließ er diesen Posten und kehrte für seinen Ruhestand in seinen Geburtsort zurück, wo er im Herbst 1867 starb.
Knapp zehn Jahre nach seinem Tod wurde im Gedenken an ihn im Central Park von New York ein von dem Bildhauer James Wilson Alexander MacDonald geschaffenes Bronzedenkmal errichtet und am 15. Mai 1877 im Beisein des Präsidenten Rutherford B. Hayes feierlich enthüllt.